# Arrondissement Bobigny
Das Arrondissement Bobigny ist eine Verwaltungseinheit im französischen Département Seine-Saint-Denis innerhalb der Region Île-de-France. Verwaltungssitz (Präfektur) ist Bobigny.

## Kantone
Im Arrondissement gibt es sechs Wahlkreise:
- Kanton Bagnolet
- Kanton Bobigny
- Kanton Bondy
- Kanton Montreuil-1 (mit 1 von 2 Gemeinden)
- Kanton Montreuil-2
- Kanton Pantin

## Gemeinden
Die Gemeinden des Arrondissements Bobigny sind:
| 1. Bagnolet (93006)    | 2. Bobigny (93008)      | 3. Bondy (93010)  | 4. Les Lilas (93045)            |
| 5. Montreuil (93048)   | 6. Noisy-le-Sec (93053) | 7. Pantin (93055) | 8. Le Pré-Saint-Gervais (93061) |
| 9. Romainville (93063) |                         |                   |                                 |

## Neuordnung der Arrondissements 2017

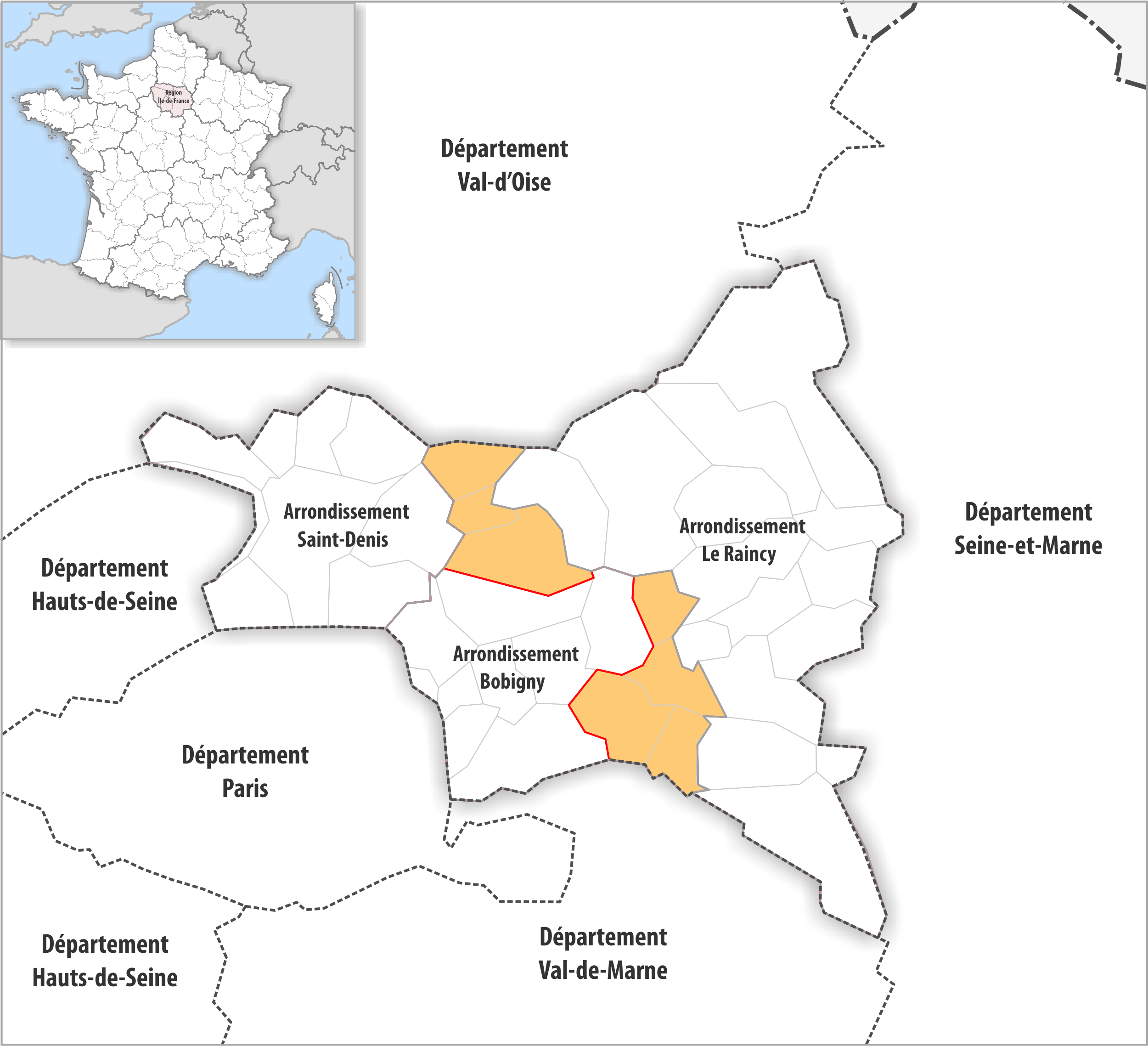
Arrondissementsanpassungen im Jahr 2017

Durch die Neuordnung der Arrondissements im Jahr 2017 wurde die Fläche der sechs Gemeinden Le Bourget, Drancy, Dugny, Les Pavillons-sous-Bois, Rosny-sous-Bois und Villemomble aus dem Arrondissement Bobigny dem Arrondissement Le Raincy zugewiesen. 